# Кузьмино-Гать
Кузьмино-Гать — село в Тамбовском районе Тамбовской области России. Административный центр Кузьмино-Гатьевского сельсовета. Основано в период строительства земляного Татарского вала в 1648 году. Заселено станичными, сторожевыми казаками.

## География
Село расположено в центральной части Тамбовской области в 20 км южнее Тамбова. Недалеко от села расположена федеральная трасса P22.

## История
В письменных документах впервые упомянуто в окладных книгах духовной епархии 1676 года: «Церковь Николая в селе Кузьминой Гати. У тое церкви двор попа Алексея, двор дьяконов, дьячка и просвирницы, двор вдовой попадьи, двор пономарский... Да в приходе к той церкви: сто пять дворов казачьих, пятнадцать дворов бобыльских, семь дворов вдовьих, да дворника подьячего Конбарова... И всего 137 дворов. К сим книгам села Кузьминой Гати николаевский поп Алексей и дьякон Федор руку приложили».
В переписной книге первой ревизской сказки 1719 года указано, что в Кузьминой Гати живут станичные казаки (186 дворов, мужских душ в них 514), в том числе Иван Парамонов, Никита Евстратов, Родион Караулов, Максим Карев, Алексей Сертаков, Василий Кабанов, Лаврентий Пирожников, Афанасий Васильев.
В исповедной ведомости за 1740 г. числится 778 душ мужского пола и 802 женского .
Во время крестьянской войны под руководством Степана Разина в селе длительное время находился стан восставших, руководимых Никифором Чертком.
Согласно исповедной ведомости 1866 года к приходу села Кузьмино-Гать относилось 845 мужчин и 784 женщины, всего 1629 человек.
По данным переписи 1897 года в селе проживало 2201 человек, из них 2186 — православные.

## Население
| 2002 | 2010  |
| ---- | ----- |
| 2066 | ↘2021 |

### Национальный состав
Согласно результатам переписи 2002 года, в национальной структуре населения русские составляли 93 % от жителей.